# Woël
Woël település Franciaországban, Meuse megyében. Lakosainak száma 208 fő (2022. január 1.). Woël Avillers-Sainte-Croix, Doncourt-aux-Templiers, Jonville-en-Woëvre, Lachaussée és Vigneulles-lès-Hattonchâtel községekkel határos.

## Népesség
A település népessége az elmúlt években az alábbi módon változott:
| Lakosok száma | 273  | 222  | 183  | 184  | 192  | 201  | 200  | 201  | 205  | 208  |
|               | 1968 | 1982 | 1990 | 2006 | 2013 | 2015 | 2017 | 2019 | 2020 | 2022 |